# Солова (Львовская область)
Солова (укр. Солова) — село в Глинянской городской общине Львовского района Львовской области Украины.
Население по переписи 2001 года составляло 309 человек. Занимает площадь 1,871 км². Почтовый индекс — 80725. Телефонный код — 3265.

## Известные уроженцы
В селе родился Николай Лемик — украинский националист, совершивший покушение на советского консула Андрея Майлова во Львове в октябре 1933 года.